# キング・ワイルダー
キング・ワイルダー（King Wilder、1958年 - ）は、アメリカ合衆国のWebディベロッパー、元編集技師。ニューヨーク州ベイ・ショア出身。ベイ・ショア高校、フロリダ州立大学卒業。妻はプロデューサーのジュリエット・アボラ。

## 略歴
カリフォルニア州ロサンゼルスで生まれ、ニューヨーク州ロングアイランドで育つ。1986年から映画業界で活動を開始し、エンパイア・プロダクションズに編集アシスタントとして入社後、編集技師として同社の映画に参加。
1992年、ゴルフ仲間の日本人に誘われ、『ウルトラマンパワード』の監督を担当。ワイルダー自身はウルトラシリーズに関する知識は無く、『ウルトラマンG』の存在を少し知っていた程度だった。
この作品に関しては日本側との認識の違いに苦しめられたとしており、アメリカ式のやり方を理解させるのが大変で、妻のアヴォラともども何度降板しようか悩んだと述べている。日本側は1話ごとに異なる監督を起用することを要望したが、予算的に不可能であったため、ワイルダーが全話監督した。
ワイルダーはこの作品について「監督していて全く楽しくなかった」と述べている。
その後はWebディベロッパーとして活動し、Webディベロップメント及びホスティング会社ギズモビーチのオーナーとなる。

## 参加作品

### 映画
- パラドックス・ワールド The Caller（1987年） - 映写技師
- 核変異体クリーポゾイド Creepozoid（1987年） - 映写技師
- Survival Quest （1988年） - ロケーションマネージャー
- Cemetery High （1988年） - 編集アシスタント
- ゴーストタウン  Ghost Town（1988年） - 編集
- 処刑!血のしたたり  Intruder（1989年） - 編集
- ジャングル・ウーマン/それ行け男（めん）喰い族 Cannibal Women in the Avocado Jungle of Death（1989年） - 編集
- デッドリー・ウェポン Deadly Weapon（1989年） - 編集
- Tale of Two Sisters（1989年） - 編集
- ナイト・ゲーム/殺意のスタジアム Night Game（1989年） - 編集
- グーリーズII Ghoulies II（1989年） - 映写技師
- パペット・マスター2 'Puppet Master II（1990年） - 共同プロデューサー、セカンドユニット監督

### テレビドラマ
- ウルトラマンパワード Ultraman The Ultimate Hero （1993年 - 1994年） - プロデューサー、監督、編集、テレプレイ